# Couvent des Carmes de Boxmeer

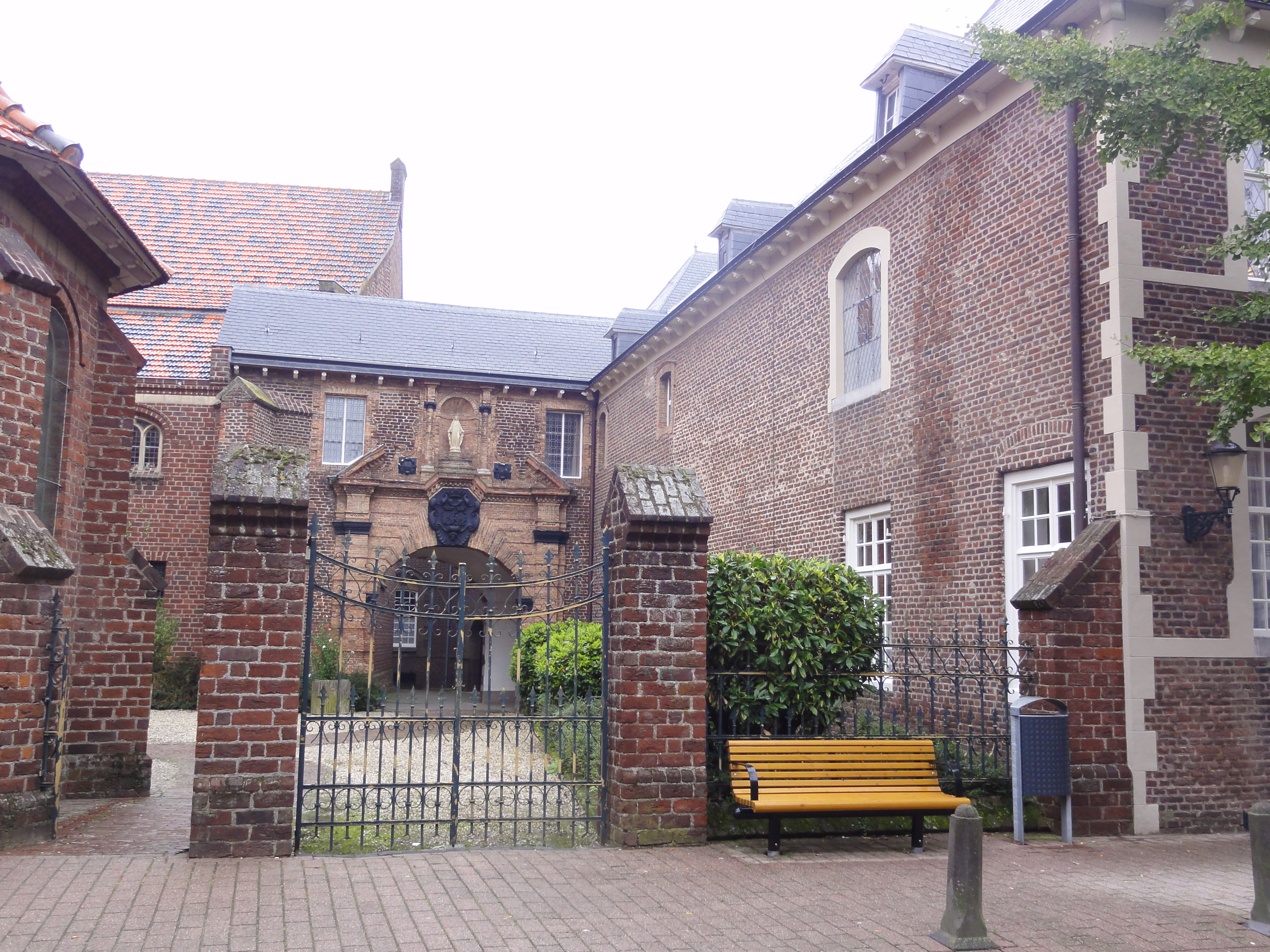
Entrée du couvent, au fond celle de l'église conventuelle.

Le  couvent des Carmes de Boxmeer est un monument protégé situé à Boxmeer aux Pays-Bas, ville située à trente kilomètres de Nimègue dans la province du Brabant-Septentrional. Ce couvent, bâti de 1653 à 1709, abrite des carmes, fils de l'ordre des Carmes déchaux.

## Histoire

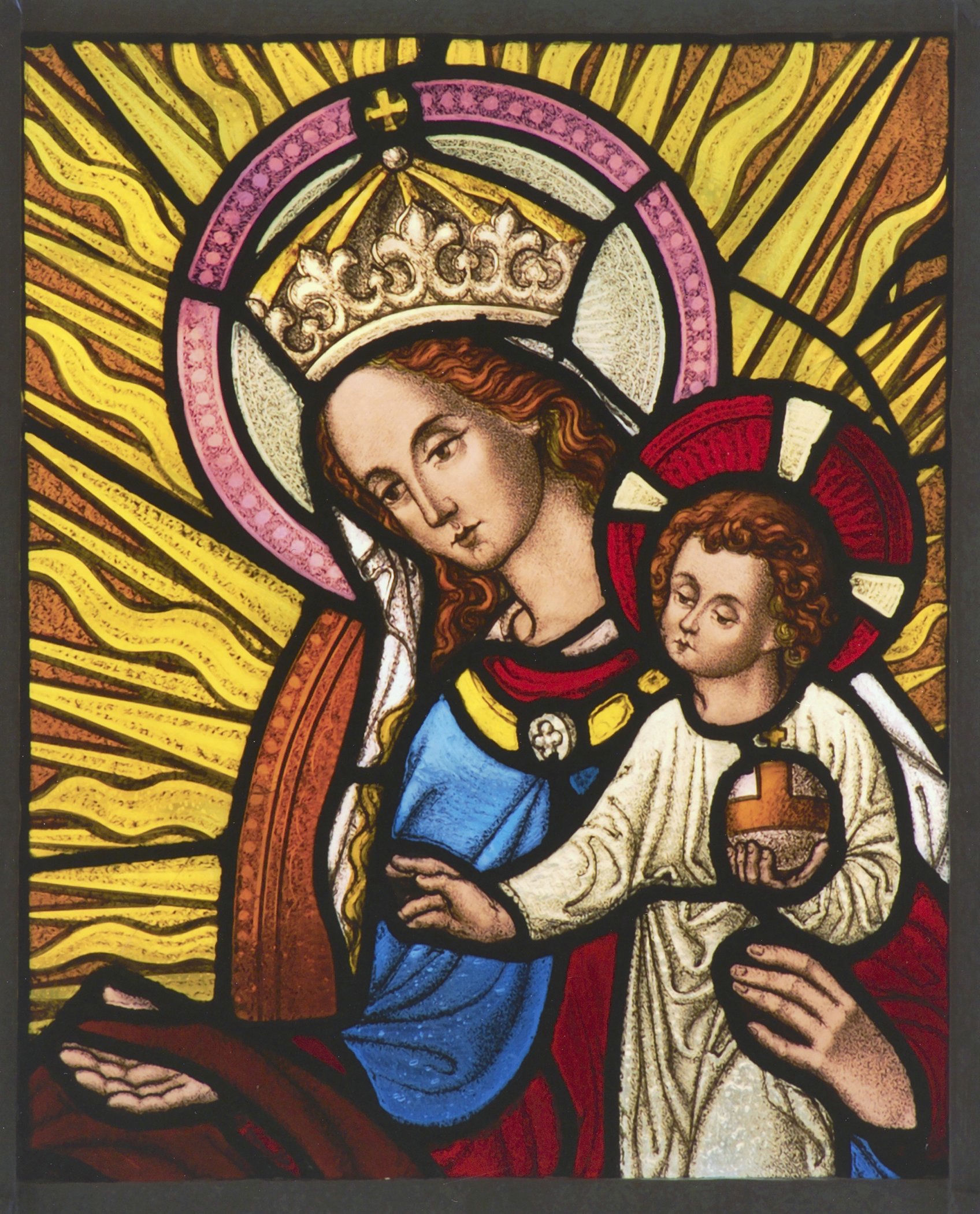
Vitrail de la Vierge à l'Enfant dans l'église conventuelle.

Les carmes arrivent d'Allemagne dans les Pays-Bas actuels dès l'année 1249 lorsqu'ils s'installent à Haarlem. Plus tard d'autres couvent sont fondés : Schoonhoven en 1330, Woudsend en 1337, IJlst en 1387, Ouddorp près d'Alkmaar en 1467, puis Utrecht en 1468, où ils bâtissent le couvent Sainte-Catherine. Ils doivent le quitter en 1529 à cause de la réforme protestante. Les carmes flamands fondent Flessingue en 1410 qui fait partie de la province française. Parallèlement les carmélites ouvrent des couvents, comme lorsqu'en 1482, Haarlem fonde le couvent des carmélites de Rotterdam. Quant aux Pays-Bas méridionaux, c'est à partir de Bruxelles dont le couvent est fondé en 1250 qu'ils rayonnent. Les Pays-Bas septentrionaux sont traversés par la Réforme protestante et les carmes de ces régions se dispersent. Dès 1570, les couvents se dispersent et cessent d'exister en 1581, lorsque les provinces du Nord se libèrent de la férule espagnole.
Le couvent de Boxmeer est fondé en 1653 par le comte Albrecht van der Bergh et son épouse Madeleine de Cusance qui en confient la direction au P. Daniel de la Vierge Marie. Boxmeer est demeuré une enclave catholique, où a lieu un fameux pèlerinage du Saint-Sang. Les carmes de Boxmeer concluent un accord avec les carmes des Pays-Bas méridionaux dont ils dépendent. En 1672, c'est un couvent de carmélites qui est ouvert à Boxmeer. Les carmes mènent une vie de prière et d'études, dans une atmosphère simple et frugale. Ils enseignent la jeunesse et font le ministère des sacrements, les paroisses catholiques ne pouvant pas avoir leurs propres desservants à cette époque. Le compositeur baroque et carme Benoît de Saint Joseph (Benedictus a Sancto Josepho 1641-1716) a vécu et composé dans ce couvent.
L'occupation napoléonienne a pour conséquence d'interdire les couvents aux Pays-Bas ; mais Boxmeer échappe à la fermeture, cependant il a interdiction de prendre des novices, ce qui signifie sa condamnation à terme. Cette interdiction n'est levée qu'en 1840. le couvent ne comprend alors que trois carmes âgés. Désormais c'est une renaissance très rapide qui a lieu, si bien qu'en 1855 un couvent est fondé à Zenderen grâce aux nouvelles vocations. En 1879, il est formé une province germano-hollandaise et en 1896, jour de la fête de l'Immaculée Conception, c'est enfin une seule province néerlandaise qui est formée.
Diverses fondations ont été établies à partir des couvents des Carmes et des Carmélites des Pays-Bas. Cela a commencé en 1855 avec la fondation de Zenderen. Toute la province du carmel néerlandais descend de Boxmeer et de Zenderen. Ils fondent à leur tour des couvents en Indonésie (anciennes Indes néerlandaises), aux Philippines et au Brésil (dont ils restaurent la province dès 1904). Depuis 1991, le couvent des Carmes de Boxmeer est devenu en plus la maison de formation de toute la province néerlandaise du Carmel. Il comprend aussi le Dutch Carmelite Institute au sein de l'ordre des Carmes. Cet institut est divisé en trois sections : une bibliothèque,  les archives de la province néerlandaise et les archives photographiques.
La province néerlandaise a connu au XXe siècle une période florissante qui l'a fait compter comme la province la plus dynamique de son ordre jusque dans les années 1970, avant d'être touchée elle aussi par l'écroulement du catholicisme aux Pays-Bas. 

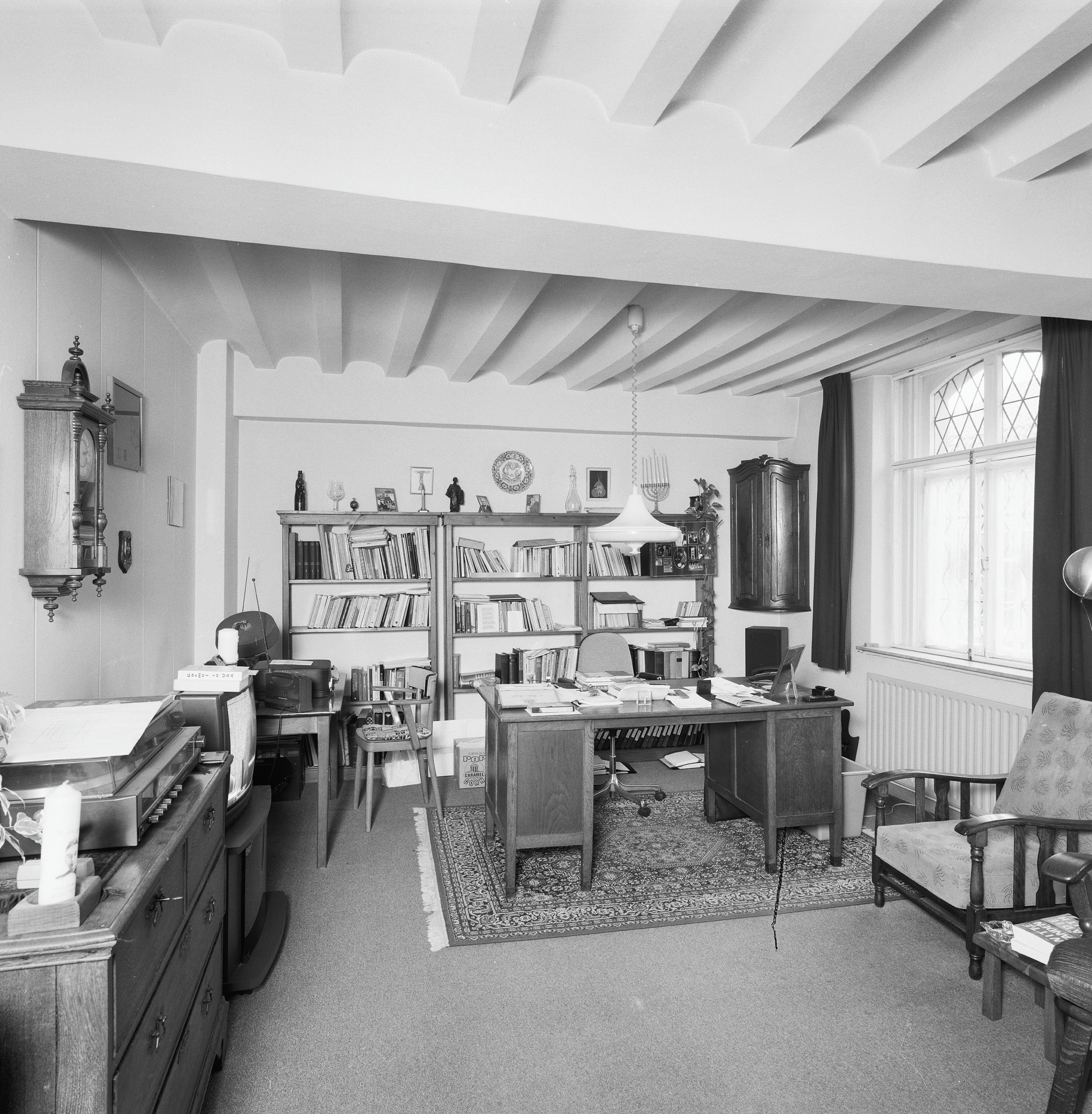
Cellule d'un carme de Boxmeer vers 1970
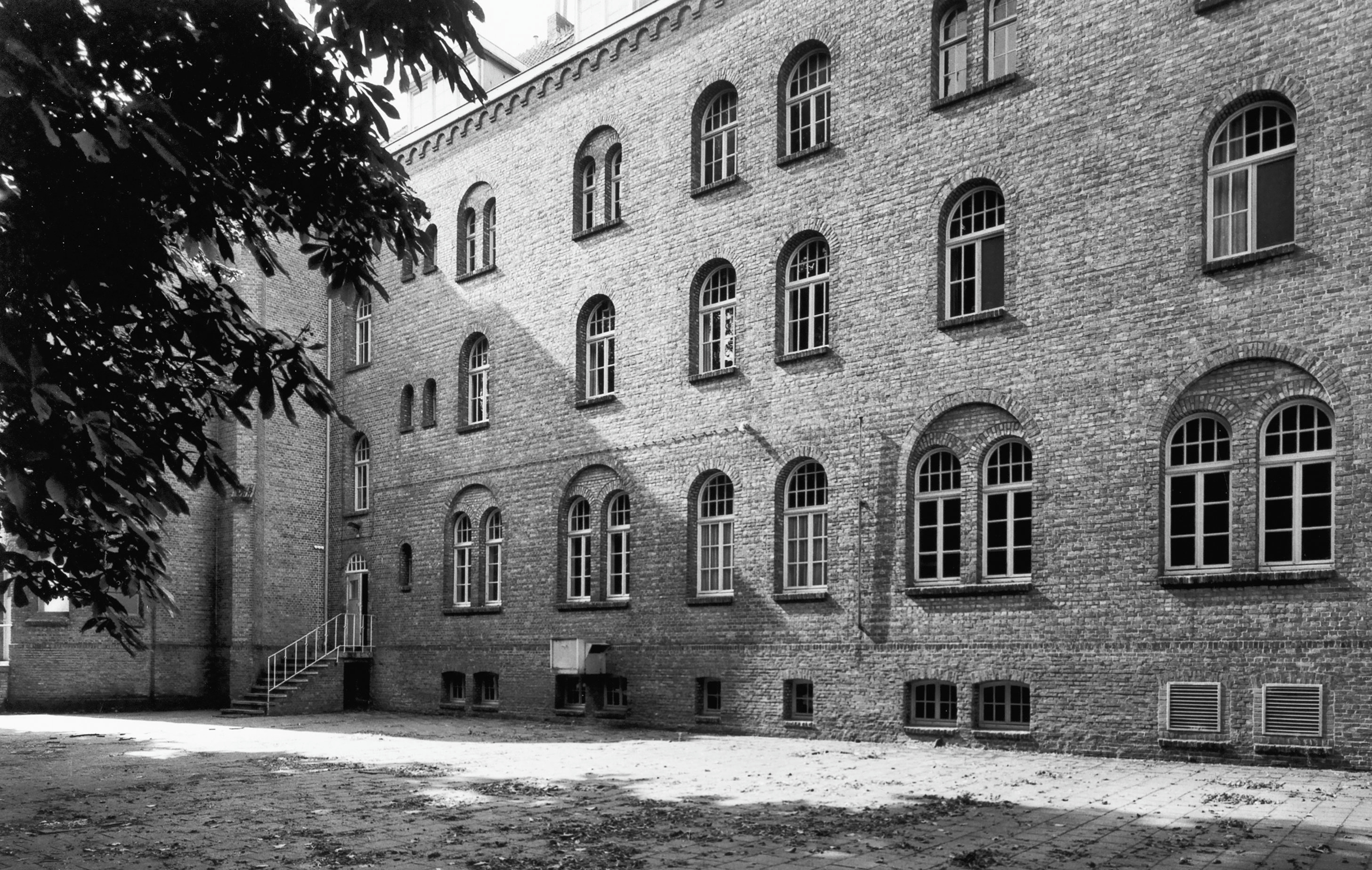
Aile du Saint-Sang
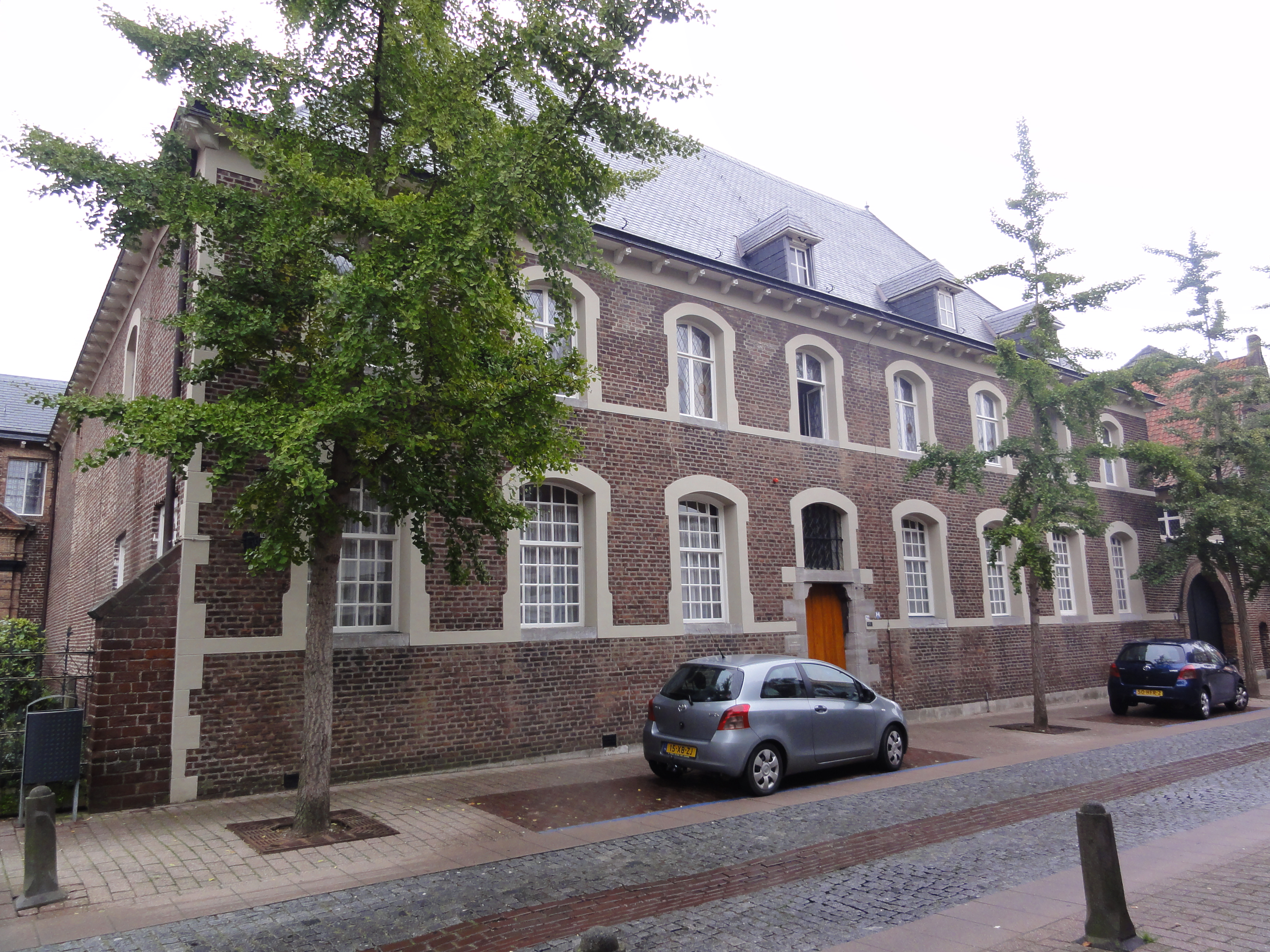
Façade sur la Steenstraat

## Architecture

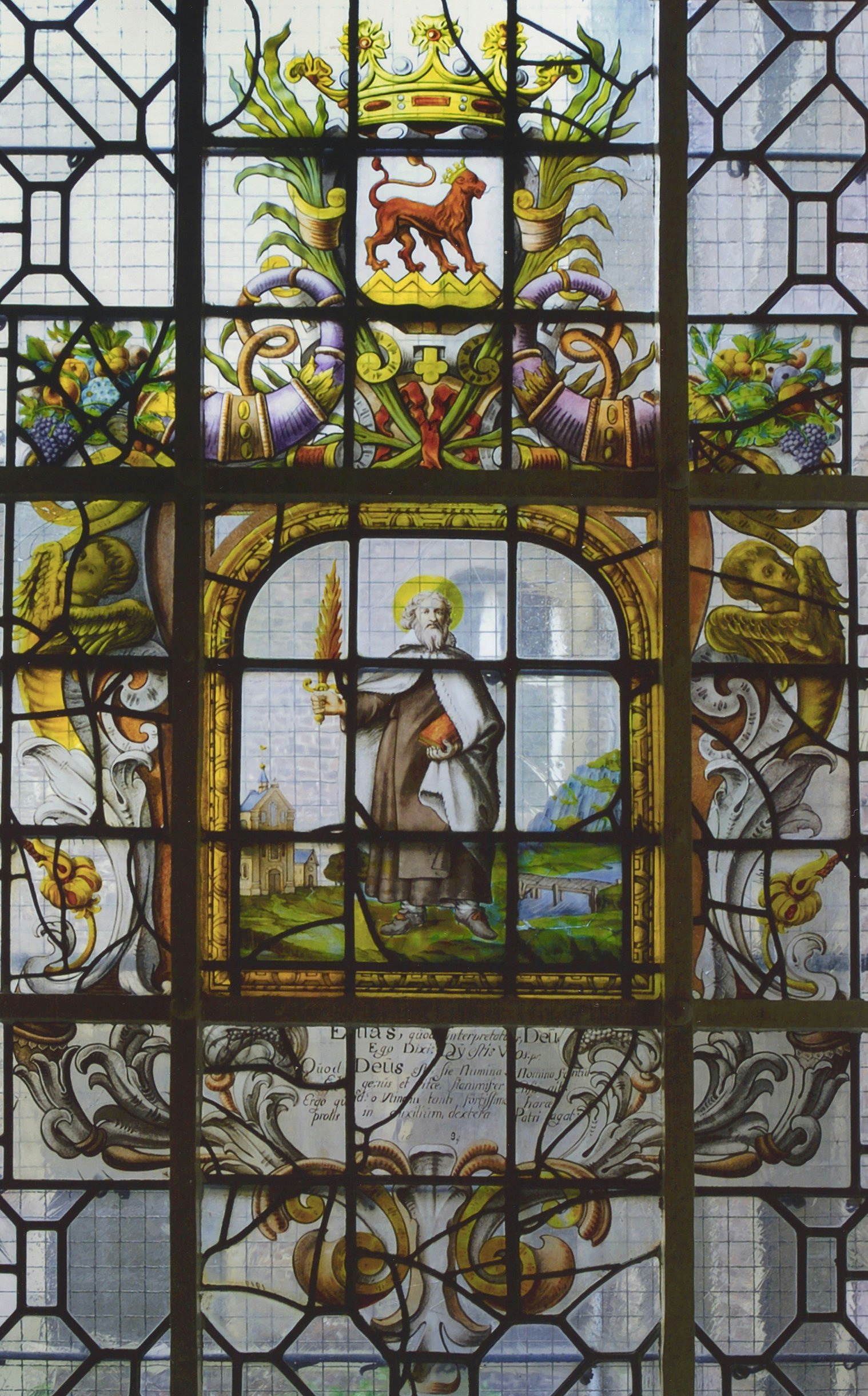
Vitrail de Diepenbeeck représentant le prophète Élie, patron de l'ordre.

Le couvent se compose de quatre ailes entourant un cloître dont l'une est constituée de l'église. On remarque dix-huit vitraux du XVIIe siècle d'Abraham van Diepenbeeck, ainsi que les tombeaux de trois générations de comtes et comtesses van der Bergh, seigneurs de la région, et certains de la branche catholique de la famille Hohenzollern des XVIIe et XVIIIe siècles. Le couvent est flanqué du bâtiment de l'ancienne école latine donnant sur la rue datant de 1703 et d'une conciergerie (porterie) datant de 1653. Les façades sont ornées de motifs inspirés de la Renaissance du côté jardin. Cela symbolise le fait que les carmes sont dans le monde, mais non pas du monde, comme le dit l'Évangile.